# Deltoptera
Deltoptera is een geslacht van vlinders van de familie slakrupsvlinders (Limacodidae).

## Soorten
- D. iphia Janse, 1964
- D. omana Wiltshire, 1976
- D. rosea (Matsumura, 1931)